# Jerez de la Frontera
Jerez de la Frontera er en by og kommune i det sydlige Spanien i provinsen Cádiz. Den har et indbyggertal på 213.688 (2024) indbyggere.
Jerez de la Frontera, sherryens hjemby, tidligere stavet Xeres de la Frontera. "X"-lyden (som på kastiliansk svarer til -ch i tysk ach eller gælisk loch) skrives i dag med et "j". I de latinamerikanske lande udtales lyden mere som sj- (som i sjæl). Så når man udtaler Xeres som de gør i Sydamerika, får man "sjeres". Derfor siger englænderne og vi sherry. Blandt andre bliver brændevinen Brandy de Jerez produceret i byen.